# Felipe Bate Petersen
Dr. Luis Felipe Bate Petersen,  es un arqueólogo y profesor chileno, investigador de la Escuela Nacional de Antropología e Historia,  de México, es uno de los arqueólogos más prestigiosos de América Latina y es el editor del Boletín de Antropología Americana, medio de publicación especializado de la Organización de los Estados Americanos OEA.
Fue el primer investigador de la Arqueología de la Región de Aysén en las décadas de los 60-70’s, ya que luego se dedicó a problemas de nivel continental y mundial. Es uno de los fundadores de la única escuela o corriente teórica latinoamericana para la arqueología, conocida como Arqueología Social latinoamericana o Ameroibérica. 
En los últimos 25 años, Bate ha estado articulando una secuencia explicativa que comprende desde el desarrollo de las sociedades humanas -por factores sociales- hasta el desarrollo de las sociedades del extremo sur americano -por factores sociales y biogenéticos-.
Realizó los descubrimientos de los sitios más importantes de la región de Aysén, que luego serían continuados por otros investigadores. Sus hallazgos se concentraron en las comunas de Coyhaique, Cochrane pero mayormente en la de Río Ibáñez, destacando la evidencia de poblaciones iniciales en el Río Huemules (12.000-9.400 a.p.) y la excavación de un sitio asociado a fauna extinta (Baño Nuevo, 9.000 a.p.) perfilando así lo que podría llamarse un primer panorama regional para la arqueología de Aysén. 
El Golpe de Estado del 11 de septiembre de 1973, forzó a Bate a paralizar sus prospecciones por lo cual partió al exilio, quedando esta porción de Patagonia estancada casi una década en cuanto a recopilación de datos, aunque no en cuanto a investigación o producción de información. Sin embargo – y por suerte- Bate alcanzó a llevar 'bajo el brazo' algunos manuscritos con descripciones, fotografías y dibujos de materiales de superficie de áreas que hoy en su mayoría están cubiertas de las cenizas de la erupción del volcán Hudson de 1991, lugares a los cuales sería imposible acceder al conocimiento de su pasado sino fuera por las investigaciones de este arqueólogo. 
En 1985 Felipe Bate encabezó una delegación de arqueólogos mexicanos en Ecuador. Durante varios meses exploraron abrigos rocosos en las Lagunas de Mojanda, en busca de evidencias de ocupaciones precerámicas a 4000 metros de altitud. Entre los integrantes de su equipo de la Escuela Nacional de Antropología e Historia se encontraban Magdalena García, Rosa Gaspar de Alba, Leonardo López Luján y Manuel de la Torre Mendoza. La contraparte ecuatoriana estuvo formada por algunos miembros del Programa Cochasquí del Consejo Provincial de Pichincha. Este componente ecuatoriano estuvo dirigido por el Profesor Lenin Ortíz Arciniegas, Director del mencionado Programa. En el Anuario número 1, de la Fundación Los Andes De Estudios Sociales (FLADES), editado en julio de 1990 en Quito, aparece publicado el artículo de ocho páginas del antropólogo Jaime Mauricio Naranjo Gomezjurado, titulado "Características de la Cerámica del Corte ´Mojanda-2´". De las prospecciones efectuadas entre los meses de abril y mayo de 1985, las excavaciones realizadas entre los meses de septiembre y octubre y los análisis en laboratotio de la cerámica rescatada en el corte M-2, llevados a cabo entre los meses de noviembre y diciembre de ese mismo año de 1985, Naranjo Gomezjurado concluyó que: "... esta cerámica de aparente origen nor andino ecuatoriano, parece estar vinculada a la Cultura Caranqui, en cuyo caso, pertenecería, fundamentalmente, a los últimos quince o veinte siglos de desarrollo prehispánico en los Andes septentrionales de la República del Ecuador." (Naranjo, 1990: 194). Jaime Mauricio Maranjo Gomezjurado fue Jefe del Área de Etnografía del Programa Cochasquí entre los años 1984 y 1985, integrante del componente ecuatoriano en la investigación arqueológica de Mojanda dirigida por el Doctor Bate en 1985, Jefe del corte número 2 o "Mojanda-2" y autor del primer informe científico conocido acerca de la arqueología de los páramos de Mojanda, en Ecuador.

## Algunas publicaciones
- 1970a ‘Yacimiento de Punta del Monte’, Rehue, Concepción, Chile.
- 1970b ‘Primeras investigaciones sobre el arte rupestre de la Patagonia chilena’, Anales del Instituto de la Patagonia, Punta Arenas, Chile.
- 1971a ‘Primeras investigaciones sobre el arte rupestre de la Patagonia chilena (segundo informe)’, Anales del Instituto de la Patagonia, Punta Arenas, Chile.
- 1971b ‘Material lítico. Metodología de clasificación’. Noticiero Mensual del Museo Nacional de Historia Natural, Santiago de Chile.
- 1978a ‘Las investigaciones sobre los cazadores tempranos de Chile austral’, Trapananda, Coyhaique, Chile.
- 1978b ‘Pasado prehistórico de Aysén’, Trapananda, Coyhaique, Chile.
- 1979	‘Análisis del material lítico del sitio Río Pedregoso’, Trapananda, Coyhaique, Chile.
- 1981	‘Sobre el poblamiento temprano de Sudamérica’, actas del X Congreso de la Unión Internacional de Ciencias Prehistóricas y Protohistóricas, D.F., México.
- 1982	Comunidades primitivas de Patagonia, Cuicuilco, Escuela Nacional de Antropología e Historia, D.F., México.
- 1983	Comunidades primitivas de cazadores recolectores en Sudamérica, Vol. I, Historia General de América, Periodo Indígena, Ediciones de la presidencia de la república, Caracas, Venezuela.
- 1984ª ‘Hipótesis sobre la sociedad clasista inicial’, Boletín de Antropología Americana, Instituto Panamericano de Geografía e Historia, D.F., México.
- 1984b ‘Towards quantification of productive forces in archaeology’, Marxist perspectives in archaeology, Mathew Spriggs Editor, Impresiones de la Universidad de Cambridge, Universidad de Cambridge, Estados Unidos.
- 1986	‘El modo de producción cazador recolector o la economía del salvajismo’, Boletín de Antropología Americana, Instituto Panamericano de Geografía e Historia, D.F., México.
- 1988	Cultura, clases y cuestión étnico nacional, Juan Pablos Editores, Segunda edición, D.F., México.
- 1989	‘Notas sobre el materialismo histórico en el proceso de investigación arqueológica’, ponencia al Simposio nº 108 de la Wenner-Gren Foundation: Alternative approaches in Archaeology: material life, meanings and power, Cascais, Portugal, y en el Boletín de Antropología Americana, Instituto Panamericano de Geografía e Historia, D.F., México.
- 1992a 	‘Las sociedades cazadoras recolectoras pre-tribales o el ‘Paleolítico Superior’ visto desde Sudamérica.’, Boletín de Antropología Americana, Instituto Panamericano de Geografía e Historia, D.F., México.
- 1992b	‘Condiciones para el surgimiento de las sociedades clasistas’, Boletín de Antropología Americana, Instituto Panamericano de Geografía e Historia, D.F., México.
- 1993a	‘Del registro estático al pasado dinámico: entre un salto mortal y un milagro dialéctico’, 4º Coloquio Internacional de Arqueología Espacial Procesos Postdeposicionales, Teruel, España, y en (1992) Boletín de Antropología Americana, Instituto Panamericano de Geografía e Historia, D.F., México.
- 1993b	‘Teoría de la cultura y arqueología’, Boletín de Antropología Americana, Instituto Panamericano de Geografía e Historia, D.F., México.
- 1998a	El proceso de investigación en arqueología, Crítica, Barcelona, España.
- 1998b	‘Sociedad concreta y periodización tridimensional’, Boletín de Antropología Americana, Instituto Panamericano de Geografía e Historia, D.F., México.
- 1999a	‘¿Es la cultura el objeto de la antropología?’, ponencia al IV Coloquio de Antropología, La antropología frente al próximo milenio, Universidad de las Américas, Cholula, Hidalgo, México.
- 1999b	‘Teorías y métodos en arqueología ¿criticar o proponer?’, XII Congreso Nacional de Arqueología Argentina, Córdova, Argentina.
- 1999c	‘Comunidades andinas pre-tibales: los orígenes de la diversidad’, Historia de la América Andina, Volumen I: Las Sociedades Aborígenes, Universidad Andina Simón Bolívar y Libresa, Quito, Ecuador.
- 1999d	“Teorías y métodos en arqueología, ¿criticar o proponer?, Conferencia inaugural (actas) del XIII Congreso Nacional de Arqueología Argentina, Córdova, Argentina.
- 2001	‘Sociedades pre-tribales. A propósito de un sitio en Patagonia.’, III Coloquio de la Maestría en Arqueología, Escuela Nacional de Antropología e Historia, D.F., México
- 2006	‘¿Tehuelches y chonos? sobre la apertura de las relaciones comunales’, manuscrito inédito, en prensa.
- 2014	‘Propuestas para la arqueología’. volumen I y II, . Instituto Nacional de Antropología e Historia, México. (Nuestros Clásicos). México.
- 2015	‘Las arqueologías evolucionistas y el terror a la diversidad teórica en Fuego-Patagonia'. Atek Na, 5, 17-83.

Bate, Luis Felipe y Francisco Nocete Calvo
- 1993	‘Un fantasma recorre la arqueología (no sólo en Europa)’, Arqcrítica, Librería Tipo Editores, Madrid, España.

Bate, Luis Felipe, Téllez Duarte, Miguel y Harumi Fujita
- 2005	‘Una probable ocupación desde el Pleistoceno en la Covacha de Babisuri, isla Espíritu Santo, B.C.S’, en prensa, México.

Bate, Luis Felipe y Alejandro Terrazas
- 2002a ‘Apuntes sobre las investigaciones prehistóricas en México y América’, ponencia presentada al I Simposio Internacional El Hombre Temprano en América, Instituto Nacional de Antropología e Historia, D.F., México.
- 2002b ‘Arqueología, genética y lingüística: sugerencias en torno al tema del poblamiento americano’, Boletín de Antropología Americana, Instituto Panamericano de Geografía e Historia, D.F., México.
- 2003	‘Apuntes sobre el modo de reproducción en sociedades pre-tribales’, ponencia presentada a la VII reunión internacional de la ALAB, en prensa, D.F. México.
- 2004	‘Sobre el modo de reproducción en sociedades pretribales’, Revista Atlántico Mediterránea de Prehistoria y Arqueología Social  (RAMPAS), Universidad de Cádiz, Cádiz, España.

- Datos: Q5858098